# Миджли, Роджер
Роджер Кит Миджли (англ. Roger Keith Midgley; 23 ноября 1924, Плимптон, Девон — 12 декабря 2019) — английский и британский хоккеист на траве, защитник. Бронзовый призёр летних Олимпийских игр 1952 года.

## Биография
Роджер Миджли родился 23 ноября 1924 года в британском городе Плимптон.
Служил в Королевском флоте Великобритании, был командиром. Играл в хоккей на траве за команды флота и Объединённых служб, был их капитаном. В составе сборной Объединённых служб в 1950 году участвовал в матче против сборной Пакистана во время её туре по Англии. Кроме того, представлял Девон и Гэмпшир.
В 1951 году дебютировал в сборной Англии.
В 1952 году вошёл в состав сборной Великобритании по хоккею на траве на летних Олимпийских играх в Хельсинки и завоевал бронзовую медаль. Играл на позиции защитника, провёл 3 матча, мячей не забивал.
Умер 19 декабря 2019 года.